# Setge de Saraqusta (1086)
El setge de Saraqusta de 1086 fou una de les batalles de la conquesta cristiana.

## Antecedents
Al-Múndhir ibn Yahya at-Tujibí aconseguí vers 1013 la independència de l'emirat de Saraqusta respecte del califat de Còrdova.
El 1076, a la mort del rei Sanç IV de Navarra, Alfons VI de Lleó es va annexionar els territoris actuals del País Basc i adoptà l'any següent el títol d'emperador. Mitjançant el sistema de les paries, va aconseguir que la major part dels regnes de taifes musulmans fossin els seus tributaris.
El 25 de maig de 1085 va conquerir Tulàytula aprofitant la reclamació del seu antic aliat contra un usurpador del tron. Amb aquesta conquesta, el rei castellanolleonès es va titular emperador de les dues religions i els seus dominis es van estendre fins al riu Tajo, cosa que permeté l'amenaça constant de les taifes cordoveses, sevillanes i granadines. Va conquerir Balansiya el febrer de 1086 amb les tropes d'Alvar Fáñez, que es quedà encarregat de la defensa perquè Yahya al-Qàdir hi pogués governar l'emirat de Balànsiya.

## El setge
La primavera de 1086, Alfons VI de Lleó va posar setge a Saragossa, on en la seva defensa va participar Rodrigo Díaz de Vivar com a lloctinent d'al-Mustaín, i davant aquesta circumstància, els reis de les taifes van demanar ajuda als almoràvits; l'emir Yússuf ibn Taixfín desembarca a al-Yazira al-Jadrā en auxili dels febles reis musulmans el 30 de juliol.
Alfons VI, que no està disposat a tolerar aquesta gosadia, aixeca el setge de Saragossa i es dirigeix a la trobada de Yusuf, però pateix una humiliant derrota en la batalla de Sagrajas.

## Conseqüències
En la batalla de Sagrajas, l'emir almoràvit Yusuf ibn Tashfin va aconseguir vèncer el rei Alfons VI. Els musulmans van assetjar la ciutat de Toledo, però no van aconseguir conquerir-la.
Montsó va caure el 24 de juny de 1089 a mans de Pere de Ribagorça, que el 1096 va conquerir Waixqa (Osca), després de derrotar l'emir Àhmad ibn Yússuf al-Mustaín en la batalla de les planes d'Alcoraz i el 1101 va posar setge a Saragossa i va prendre Barbastre, Sariñena i Bolea, i va posar setge a Tamarit de Llitera el 1104. Amb aquestes conquestes, es va consolidar la supremacia militar de les tropes cristianes sobre les musulmanes. L'emirat fou finalment conquerit l'any 1118 per Alfons I d'Aragó.